# Teatro Auditorio del Sur (Itagüí)
El Teatro Auditorio del Sur, es un teatro y auditorio público de la ciudad de Itagüí en Colombia.

## Historia
En 1997 se concreta en la administración municipal de Itagüí el inicio de la construcción de un teatro con condiciones de auditorio y con gran capacidad para albergar un número importante de personas. En 1999 se termina la obra y de inmediato se empiezan a generar actividades de tipo cultural y social. 

## Eventos
En este teatro auditorio se han iniciado muchos actores y artistas de la ciudad. Aquí se creó el Festival de Teatro Ciudad de Itagüí que lleva aproximadamente una década de actividad.  También se promueven todo tipo de actividades culturales: como la  presentación grupos musicales y orquestas, además de actividades en la época de Navidad como coros navideños.